# Баклан перуанський
Баклан перуанський (Leucocarbo bougainvilliorum) — вид сулоподібних птахів родини бакланових (Phalacrocoracidae).

## Етимологія
Вид названо на честь французького дослідника Луї Антуана де Бугенвіля (1729—1811)

## Поширення
Баклан перуанський гніздиться вздовж тихоокеанського узбережжя Перу та північної частини Чилі. Невелика популяція також розмножується на невеликій ділянці атлантичного узбережжя в Аргентині, але вона знаходиться на межі вимирання. У негніздовий сезон птахи мігрують на південь вздовж узбережжя Чилі, або на північ вздовж Еквадору, Колумбії та Панами. За оцінками 1999 року, чисельність виду становила 3,7 млн осіб.

## Опис
Баклан завдовжки до 78 см. Голова, шия, спина, крижі, надхвіст чорного кольору з блакитним відтінком. Груди та живіт білі. Рожеві ноги.
Дзьоб сіруватий з червонуватою основою.

## Спосіб життя
Розмноження відбувається цілорічно з піком у листопаді та грудні. Гніздиться на землі на виступах і вершинах крутих скель. Гнізда будує з гуано. У колоніях високої щільності на квадратний метр припадає до трьох гнізд. Відкладає 3 синьо-зелених яйця. Інкубаційний період 26-32 днів. Живиться дрібною рибою і морськими безхребетними.